# Haderonia iomelas
Haderonia iomelas là một loài bướm đêm trong họ Noctuidae.